# 禅定道
禅定道（ぜんじょうどう）とは、禅頂（山頂）に登ぼるまでの山道を言う。禅定道の起点は修行の起点でもあり、起点またはその場所を馬場（ばんば）と呼ぶ。例として、白山信仰での加賀馬場（白山比咩神社）、越前馬場（平泉寺白山神社）、美濃馬場（長滝白山神社）などがある。
富士山・立山・白山などの霊山に登って修行することなども禅定という。奈良時代より、高い山や、美しい山は霊山として山岳信仰の対象とされ、山地に於いて修行する者も現れ、それらは後に修験道へと発展していった。